# Michael Raab
Michael Raab (ur. 28 grudnia 1982 w Waszyngtonie) – amerykański pływak, specjalizujący się głównie w stylu motylkowym.
Mistrz igrzysk panamerykańskich z Santo Domingo (2003) na 200 m stylem motylkowym.